# Maison Leblicq
La Maison Leblicq est un immeuble de style Art nouveau réalisé par l’architecte Henri Jacobs à Schaerbeek en Belgique (région de Bruxelles-Capitale).
En 1911, elle a obtenu la médaille de bronze au concours de façades de Schaerbeek.
Elle est reprise sur la liste des monuments classés de Schaerbeek depuis le 10 juillet 2008. 

## Situation
Cet immeuble est situé au no 5 de la place des Bienfaiteurs à Schaerbeek. Il jouxte la maison Charles Fortin (au no 6) construite l'année précédente par le même Henri Jacobs.

## Description
Ce bâtiment est une construction symétrique ayant la rose comme décoration. Il se compose de quatre niveaux élevés en pierre blanche avec moulures. Le soubassement est réalisé en pierre bleue. Chaque niveau est différent. Les baies du rez-de-chaussée forment des arcs en anse de panier. Celles des premier et deuxième étage sont rectangulaires et celles du dernier étage forment des arcs en plein cintre.
Au premier étage, un oriel en trois fenêtres arquées se complète de chaque côté d'une baie latérale de dimension similaire. L'oriel repose sur trois consoles sculptées de motifs végétaux dont la centrale descend sur le meneau d'une baie du rez-de-chaussée. L'oriel sert également de base au balcon du niveau supérieur. Ce balcon est formé de quatre piliers en pierre rainurée qui encadrent des fers forgés aux lignes courbes suggérant six têtes de chouette.
Deux sgraffites aux motifs de rosiers et de roses stylisées occupent les allèges des baies latérales du deuxième étage. Sous la corniche, l'entablement est orné d'un autre sgraffite occupant toute la largeur de la façade et reprenant aussi le thème des roses sur un fond aux teintes orangées. Ces sgraffites ont été conçus par Privat Livemont, un des maîtres en la matière.

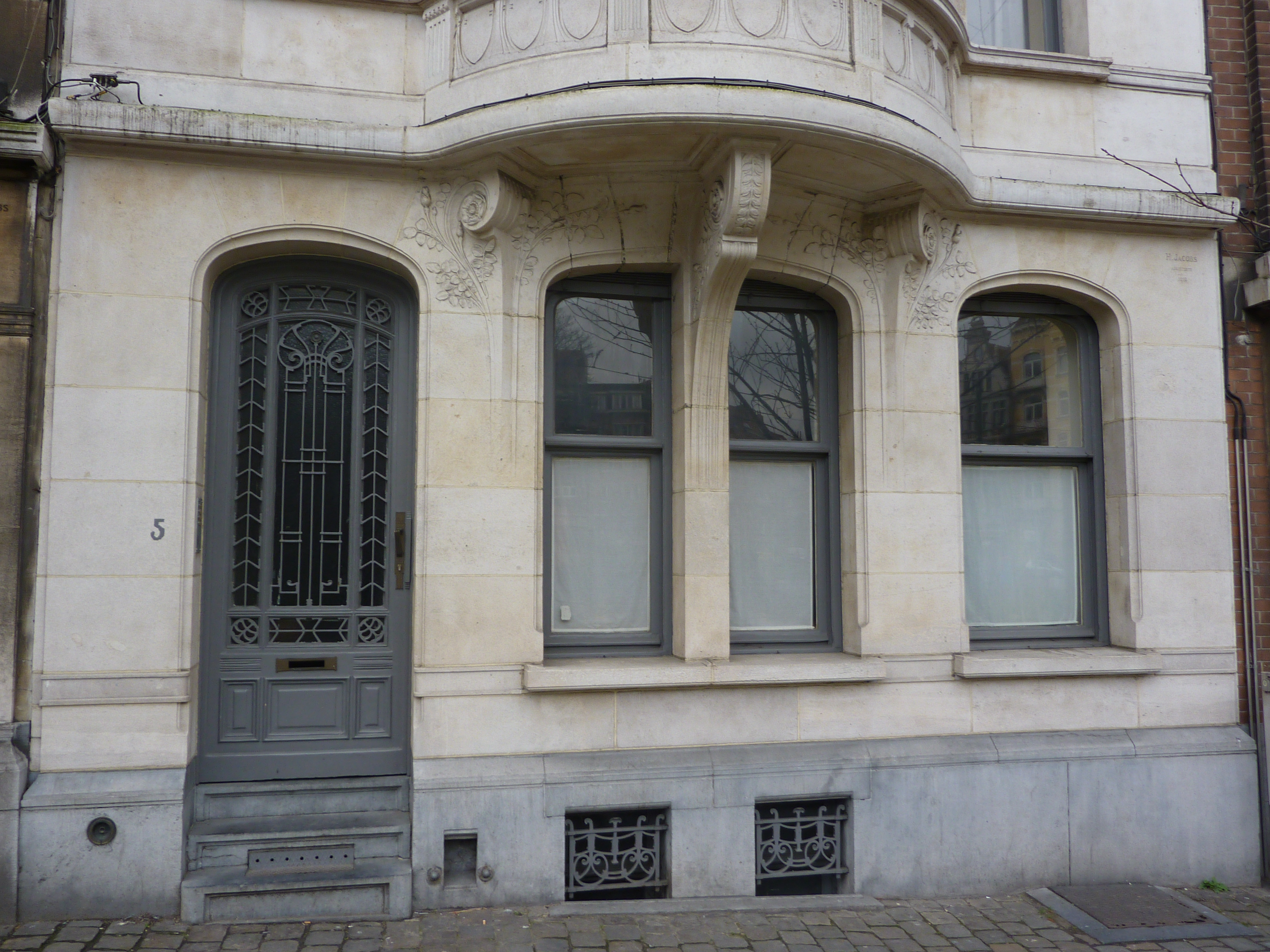

## Sources
- Marie Resseler, Top 100 Art nouveau/Bruxelles, Éditions Aparté, 2010, page 119.
- http://www.irismonument.be/fr.Schaerbeek.Place_des_Bienfaiteurs.5.html